# Brygada Ecjoni
6 Brygada Ecjoni (hebr. חטיבת עציוני, Chetiwat Ecjoni) – rezerwowy związek taktyczny piechoty zmechanizowanej Sił Obronnych Izraela. Brygada podlega Dowództwu Południowemu.

## Historia
W dniu 7 listopada 1947 Dawid Ben Gurion wydał rozkaz sformowania z oddziałów Hagany operujących w rejonie Jerozolimy zupełnie nowego związku taktycznego, w wielkości brygady piechoty. Do zadań 6 Brygady „Ecjoni” miało należeć prowadzenie działań operacyjnych w obszarze Jerozolimy. Gdy 30 listopada 1947 wybuchła wojna domowa w Palestynie, obszar ten stał się sceną ciężkich walk. Miasto poza znaczeniem politycznym, religijnym i społeczno-kulturalnym, miało także duże znaczenie militarne, ponieważ kontrola nad Jerozolimą dawała również kontrolę nad całą górzystą okolicą. Obie strony przygotowując się do nadchodzącej konfrontacji zbrojnej uważały, że zwycięstwo w Jerozolimie będzie oznaczać zwycięstwo w całej wojnie. W rezultacie, w grudniu 1947 sformowano dwa pierwsze bataliony brygady:
- 61 batalion „Moria” – składał się z żołnierzy Korpusu Polowego, których uzupełnili studenci z kilku klas Uniwersytetu Hebrajskiego. Dowództwo objął Zalman Mart. Odpowiadał on za zachodnią, północną i północno-wschodnią część Jerozolimy. Były to żydowskie enklawy osiedli Newe Ja’akow i Atarot położone na północy, oraz enklawa Góry Skopus we Wschodniej Jerozolimie. Dodatkowo osłaniał osiedle Moca w Zachodniej Jerozolimie i prowadził działania związane z chronieniem konwojów do Jerozolimy.
- 63 batalion „Michmas” – składał się żołnierzy Korpusu Polowego z obrony Jerozolimy. Dowództwo objął Szalom Dror. Odpowiadał on za obronę Starego Miasta, położonych na południu osiedli Arnona, Talpijjot i Mekor Chajjim, kibucu Ramat Rachel oraz bloku osiedli żydowskich Gusz Ecjon na południe od miasta. Dodatkowo teatr działań operacyjnych brygady obejmował kibuce Bet ha-Arawa i Kalja nad Morzem Martwym[2].

Dowództwo nad całą brygadą objął Jisra’el Amir. Nie podlegał on przy tym głównemu dowódcy obrony Jerozolimy Dawidowi Sze’alti’elowi i nie był zobowiązany współpracować z resztą jednostek w obszarze miasta. Stało się to przyczyną konfliktu między dowódcami, tym bardziej że w styczniu 1948 Jisra’el Amir przedstawił negatywny raport o stanie obrony miasta. W rezultacie został on odwołany, a nowym dowódcą Brygady „Ecjoni” wyznaczono Dawida Sze’alti’ela. Zreorganizował on siły i podzielił obronę obszaru Jerozolimy na pięć regionów – cztery z nich objęły jednostki Straży, natomiast za dzielnice południowe i Stare Miasto odpowiadały bataliony operacyjne (61. i 63.). Ze względu na niski stan wyszkolenia wojskowego i braki kadrowe Straży, w pierwszym okresie wojny Brygada Ecjoni ograniczała swoją aktywność jedynie do działań obronnych. Nie posiadając żadnych jednostek rezerwowych nie była w stanie inicjować działań zaczepnych. W dniu 14 stycznia 1948 jej żołnierze uczestniczyli w pierwszej bitwie o Gusz Ecjon, a następnie w konwoju trzydziestu pięciu (16 stycznia 1948 r.). Poniesione straty spowodowały, że 23 stycznia 1948 wzmocniono 61 Batalion grupą żołnierzy z Brygada „Giwati” (z obrony miasta Tel Awiw). Pomimo tego wzmocnienia brygada poniosła porażkę w operacji Szemu’el (4 marca 1948 r.). Przyniosło to pogorszenie się stosunków między Sze’alti’elem a jego podwładnymi dowódcami i żołnierzami. Sze’alti’el argumentował dowództwu, że w brygadzie istnieją poważne problemy z zaopatrzeniem i dyscypliną, a przy obecnej wielkości sił zdoła utrzymać Jerozolimę najwyżej do 15 maja. W odpowiedzi, w marcu 1948 sformowano nowy batalion:
- 62 batalion „Bet Horon” – składał się z żołnierzy jednej kompanii 61 batalionu, wzmocnionych żołnierzami przeniesionymi z Brygady „Giwati”. Dowództwo objął Meir Zorea. Przejął on odpowiedzialność za konwoje do Jerozolimy, a następnie przeniósł się w obręb samego miasta.

W dniu 27 marca 1948 siły brygady poniosły kolejne straty podczas klęski konwoju Nebi Daniel. W rezultacie kolejno ponoszonych porażek, dowództwo Hagany wdrożyło w życie Plan Dalet. Podczas operacji Nachszon (5–12 kwietnia 1948 ) 61 batalion został dołączony do batalionów uderzeniowych Palmach i uczestniczył w bitwie o Al-Kastal (3–9 kwietnia). Następnie jako część Brygady „Harel” wziął udział w operacji Harel (16–20 kwietnia). W międzyczasie brygada poniosła straty podczas masakry konwoju medycznego Hadassa (13 kwietnia). Pogorszenie się sytuacji w Jerozolimie spowodowało, że w kwietniu sformowano nową jednostkę:
- kompania „Jonatan” – składała się z ochotników młodzieżowych batalionów obrony, w większości chłopcy w wieku 16–18 lat. Dowództwo objął Jechoszua Arieli. Przejął on odpowiedzialność za Góry Syjon oraz wzmocnił obronę Dzielnicy Żydowskiej na Starym Mieście Jerozolimy.

Brygada Ecjoni uczestniczyła w operacji Jewusi (22 kwietnia-3 maja 1948), w której po raz pierwszy Hagana użyła siły większe niż jedna brygada (drugą była Brygada „Harel”). W dniach 2–3 maja 61 batalion zdobył dzielnicę Katamon i otworzył drogę do izolowanego osiedla Mekor Chajjim. Na początku maja, Jisra’el Galili utworzył w Tel Awiwie rezerwowy 64 batalion. Brygadzie „Ecjoni” były podporządkowane wszystkie siły Straży i batalionów młodzieżowych Gadna w obszarze Jerozolimie. W sumie były to siły o wielkości pięciu batalionów piechoty. Wielkim wstrząsem dla wszystkich żydowskich żołnierzy była klęska w trzeciej bitwie o Gusz Ecjon (12–13 maja 1948 r.). Szczególnie ciężkie straty poniósł wówczas 63 batalion, który został 21 maja 1948 rozwiązany. Pozostałych po nim żołnierzy rozrzucono po innych batalionach brygady. Sytuacja ta bardzo niekorzystnie wpłynęła na morale żołnierzy, a w rezultacie pogłębiły się problemy z dyscypliną. Pomimo to, brygada wzięła udział w operacji Szfifon (13 maja 1948), wspierając siły Irgunu i Lechi przy przejmowaniu opuszczanych przez Brytyjczyków pozycji na Starym Mieście Jerozolimy. Podczas operacji Kilszon (13–18 maja 1948) brygada rozwinęła natarcie w kilku dzielnicach Jerozolimy. Gdy 15 maja 1948 rozpoczęła się I wojna izraelsko-arabska, brygada powstrzymała natarcie jordańskiego Legionu Arabskiego, którym dowodzili zawodowi oficerowie brytyjscy. W dniu 15 maja Brygada Ecjoni liczyła 3166 żołnierzy. Przez kolejne tygodnie toczona była bitwa o Jerozolimę (15 maja–19 lipca 1948 r.). Szczególnie ciężkimi były walki o Stare Miasto. Wiele osób oskarżało później dowództwo Brygady „Ecjoni” o przegranie bitwy o Stare Miasto (16–28 maja). Brygada wzięła również udział w bitwie o Ramat Rachel (22–25 maja), podczas której powstrzymano natarcie wojsk egipskich od południa. Przez cały ten czas pogarszały się stosunki między Dawidem Sze’alti’elem a żołnierzami, co doprowadziło w czerwcu do buntu 61 Batalionu. Został on wówczas dyscyplinarnie podporządkowany Brygadzie „Harel” (do sierpnia 1948). Wziął on udział w operacji Danny (10–18 lipca 1948), natomiast pozostałe w Jerozolimie siły zdobyły w dniach 8–10 lipca obszar dzisiejszego Wzgórza Herzla. Kolejna bitwa o Bramę Mandelbauma (9–19 lipca) zakończyła się bez żadnego rozstrzygnięcia. Jedyną jej konsekwencją były rosnące straty. Dawid Sze’alti’el dopuścił się wówczas niesubordynacji względem dowództwa – wbrew wszystkim rozkazom, wspólnie z Irgunem przeprowadził na Starym Mieście nieudaną operację Kedem (16–17 lipca 1948). W rezultacie, żydowscy przywódcy polityczni w Jerozolimie odmówili przyjmowania rozkazów od Sze’alti’ela, a ludność cywilna odmówiła udzielania żołnierzom Brygady „Ecjoni” niezbędnej pomocy i siły roboczej. Gubernator wojskowy miasta, Dow Josef, oskarżył Sze’alti’ela o osobistą odpowiedzialność za niepowodzenia. W konsekwencji, 25 lipca Sze’alti’el został odwołany z dowództwa brygady, a jego miejsce zajął Mosze Dajan (pełnił on swoje obowiązki do lutego 1949). W październiku 1948 brygada wzięła udział w operacji Jekew. Linia zajęta wówczas przez żołnierzy brygady stała się linią graniczną przyjętą przez rozejm izraelsko-jordański (3 kwietnia 1949). Po wojnie, pod koniec lata 1949 Brygada Ecjoni została rozwiązana.

### Ponowne sformowanie
Zaostrzenie się w latach 50. XX wieku konfliktu izraelsko-arabskiego, wpłynęło na podjęcie w 1955 decyzji o ponownym sformowaniu Brygady „Ecjoni”. Po przejściu procesu szkolenia, we wrześniu 1958 jako rezerwowa 14 Brygada Ecjoni została podporządkowana Dowództwu Południowemu. Doświadczenia kryzysu sueskiego wskazywały na dużą skuteczność wojsk zmechanizowanych, dlatego w 1959 brygada przeszła reorganizację w rezerwową brygadę piechoty zmotoryzowanej. W jej skład weszły 58. i 83 Bataliony piechoty, a w 1960 dołączył do nich 52 Batalion Pancerny – uzbrojony w czołgi M4 Sherman wycofane z 7 Brygady Pancernej. Brygada stacjonowała wówczas w rejonie Centrum Badań Nuklearnych Sorek.
W dniu 1 marca 1965 Brygadę „Ecjoni” przekształcono w brygadę pancerną, będącą od tego momentu częścią korpusu wojsk pancernych. Równocześnie, 52 batalion pancerny uznano za jednostkę regularną. Pozostałe pododdziały pozostawały rezerwowymi batalionami piechoty zmechanizowanej. Na początku 1967 brygada otrzymała wzmocnienie czołgami Centurion, dzięki czemu mogła prowadzić podczas wojny sześciodniowej skuteczne natarcie w centralnej części półwyspu Synaj. W listopadzie podjęto decyzję o przekształceniu jej w regularną brygadę pancerną. Równocześnie 52 batalion został uzbrojony w czołgi M47 Patton. Dołączył do niego 184 batalion pancerny, oraz 195. i 401 bataliony piechoty. Natomiast dawne rezerwowe 58. i 83 bataliony piechoty zostały przeniesione do 670 Brygady Pancernej. Podczas wojny na wyczerpanie (1967–1970) Brygada Ecjoni pełniła służbę nad Kanałem Sueskim. Wybuch wojny Jom Kipur w 1973 zaskoczył żołnierzy, zmuszając ich do prowadzenia ciężkich walk obronnych do czasu przybycia posiłków. Po wojnie brygada pozostawała na Synaju do 1981. Podczas wojny libańskiej w 1982 brygada prowadziła działania we wschodnim sektorze. W 1985 została wycofana z Libanu, a następnie przekształcona w brygadę rezerwową. Podczas operacji Ochronna Tarcza w 2002 prowadziła działania operacyjne w rejonie Ramallah oraz w Samarii. W 2010 przeszła kolejną reorganizację – została jednostką rezerwową 36 Dywizji Pancernej, podległej Dowództwu Północnemu. Natomiast rezerwowa 408 Brygada Piechoty otrzymała historyczną numerację i nazwę 6 Brygady „Ecjoni”.

## Struktura
Brygada Ecjoni podlega Dowództwo Południowemu. W jej skład wchodzą trzy bataliony piechoty oraz batalion zwiadu. W brygadzie służą weterani Brygady „Nachal”.